# Montaner
Montaner – miejscowość i gmina we Francji, w regionie Nowa Akwitania, w departamencie Pireneje Atlantyckie.
Według danych na rok 1990 gminę zamieszkiwało 509 osób, a gęstość zaludnienia wynosiła 27 osób/km² (wśród 2290 gmin Akwitanii Montaner plasuje się na 708. miejscu pod względem liczby ludności, natomiast pod względem powierzchni na miejscu 578.).